# うお座パイ星
うお座π星（うおざパイせい、π Piscium、π Psc）は、うお座の連星である。見かけの合成等級は5.54と、暗いが肉眼でもみえる明るさである。年周視差に基づいて太陽からの距離を計算すると、約107光年である。

## 星系
うお座π星は、ヒッパルコス衛星による観測で固有運動にふらつきがあることが指摘され、周期の短い位置天文的連星である可能性があるとされた。この傾向は、ガイアの第2次データ公開の結果でも同じであった。その後、ラ・シヤ天文台での分光観測によって、幅広い吸収線に加えて中心波長に細く弱い吸収線が存在し、幅広い吸収線が主星成分、細い吸収線が伴星成分として区別された。更に、アパッチポイント天文台のスペックル干渉計で伴星が視覚的に分離され、主星の南0.18秒角の位置にあることが示された。
| 太陽 | うお座π星A |
| ---- | ---------- |
| 太陽 | Exoplanet  |

主星のうお座π星AはF型主系列星に位置づけられ、スペクトル型はF0 Vと分類される。表面の有効温度は約6800 K、質量は太陽の1.42倍くらいと推定される。自転速度は概ね110 km/s以上とみられ、およそ20億年で主系列の寿命の半分以上が経過した段階でも比較的高速を保っている。
伴星のうお座π星Bは可視域での主星との等級差が約4等で、早期K型の主系列星と予想される。表面の有効温度は約4700 K、質量は太陽の4分の3程度と推定される。
うお座π星は、空間運動速度からするとおおぐま座運動星団の一員である可能性が考えられるが、運動速度には異論もあり、より高い精度での固有運動測定が待たれる。

## 名称
中国では、うお座π星は祭祀や信仰を司る官といわれる右更（拼音: Yòu Gèng）という星官をうお座η星、うお座ρ星、うお座ο星、うお座104番星と共に形成する。うお座π星自身は右更三（拼音: Yòu Gèng sān）すなわち右更の3番星といわれる。